# Croatian Bol Ladies Open 2000
Croatian Bol Ladies Open 2000 — жіночий тенісний турнір, що проходив на відкритих кортах з ґрунтовим покриттям у Болі (Хорватія). Належав до турнірів 3-ї категорії в рамках Туру WTA 2000. Відбувсь усьоме і тривав з 1 до 7 травня 2000 року. Несіяна Тіна Писник здобула титул в одиночному розряді й отримала 27 тис. доларів США.

## Фінальна частина

### Одиночний розряд
Тіна Писник —  Амелі Моресмо 7–6(7–4), 7–6(7–2)
- Для Писник це був єдиний титул в одиночному розряді за кар'єру.

### Парний розряд
Жюлі Алар-Декюжі /  Коріна Мораріу —  Тіна Кріжан /  Катарина Среботнік 6–2, 6–2